# Szegedi Boris
Szegedi Boris, eredetileg Schwarc Berta (Sajószöged, 1895. február 9. – Budapest, Józsefváros, 1967. március 16.) ifjúsági író, Nagy Lajos író felesége.

## Élete
Schwarc Ignác és Kohn Etelka gyermekeként született zsidó családban. Szerbusz Zsuzsika című kisregényével tett szert ismertségre, amelyet a Magyarország regénypályázatára írt, de a Nyugat novellapályázatán is nyert díjat. Meséi, illetve elbeszélései számos lapban megjelentek, így a Pesti Hírlapban, vagy az Új Időkben.
Második férje, Nagy Lajos halálát követően előkészítette naplóját kiadásra. Első házastársa Pollatschek Sándor ügyvéd volt, akihez 1926. december 11-én ment nőül, de a következő évben elvált tőle.

## Fő művei
- Fur-Fa-Rag-Ta kínai ezermester kópéságai (mesék, Budapest, 1936)
- Ez a ház eladó (novellák, Budapest, 1949)